# Underbelly Files: Tell Them Lucifer Was Here
Underbelly Files: Tell Them Lucifer Was Here es una exitosa película dramática australiana hecha para la televisión estrenada el 7 de febrero del 2011 por medio de la cadena Nine Network. Es la primera de tres películas realizadas para la televisión derivadas de la exitosa serie dramática Underbelly. 
Se centra en los hechos verídicos de los asesinatos de los oficiales de policía Gary Michael Silk y Rodney James Miller, que ocurrieron en 1998 y muestra los enormes esfuerzos del grupo policiaco Lorimer Task Force para cazar a sus asesinos.

## Historia
Sigue la vida de los oficiales de Australia, Gary Silk y Rod Miller, quienes después de ser asesinados a tiros mientras cumplían su deber en 1998, sus compañeros organizan una persecución masiva  para atrapar a sus asesinos. Sus esfuerzos estarán bajo la dirección del Detective Inspector Paul Sheridan y del Grupo Lorimer Task Force, al final logran atrapar a los culpables gracias a su persistencia, fe y dedicación y ponerlos en la cárcel.

## Personajes

### Personajes principales
| Actor                | Personaje               | Trabajo                                   |
| -------------------- | ----------------------- | ----------------------------------------- |
| Paul O'Brien         | Rodney "Rod" Miller     | Oficial Mayor de la Policía               |
| Daniel Whyte         | Gary Silk               | Sargento de la Policía                    |
| Todd Lasance         | Dean Thomas             | Detective Sargento                        |
| Ditch Davey          | Mick Ritchie            | Detective Sargento                        |
| Christopher Bunworth | Mark Butterworth        | Detective Sargento                        |
| Jeremy Kewley        | Graeme Collins          | Detective Sargento                        |
| Brett Climo          | Paul Sheridan           | Superintendente e Investigador del Crimen |
| Greg Stone           | Bandali Debs            | Criminal y Asesino                        |
| Dimitri Baveas       | Jason Roberts           | Asesino y Aprendiz de Constructor         |
| Marshall Napier      | Neil Comrie             | Comisario en Jefe                         |
| Robert Taylor        | Graham Sinclair         | Comisionado Adjunto                       |
| Don Hany             | Nik "The Russian" Radev | Criminal                                  |
| Craig Blumeris       | Joe D'Alo               | Detective Oficial Mayor                   |
| Caroline Craig       | Jacqui James            | Oficial de la Policía                     |
| Ty Hungerford        | Frank Bendeich          | Oficial Mayor                             |
| Tim Ross             | Darren Sherren          | Oficial Mayor                             |
| James Taylor         | Steve Beanland          | Oficial Mayor                             |
| Nick Pendragon       | Don Stokes              | -                                         |
| Ray Tiernan          | Edward Kennedy-Ripon    | -                                         |
| Bruce Alexander      | Peter Ross              | -                                         |
| Jane Allsop          | Carmel Arthur           | Viuda de Miller                           |
| Annie Jones          | Dorothy Debs            | Esposa de Bandali                         |
| Bridgid Gallacher    | Nicole Debs             | -                                         |
| Melissa Bergland     | Joanne Debs             | -                                         |
| Lee Cormie           | Joseph Debs             | Hijo de Bandali                           |
| Jasmine Dare         | Kristy Harty            | Víctima de Bandali y Jason                |

### Personajes secundarios
| Actor            | Personaje                     | Trabajo                               |
| ---------------- | ----------------------------- | ------------------------------------- |
| Lois Collinder   | Val Silk                      | -                                     |
| Tony Porter      | Morrie Silk                   | -                                     |
| Hadrian Jonathan | Ian Silk                      | -                                     |
| Maverick Meade   | James Miller (recién nacido)  | Hijo de Rod Miller y Carmel Arthur    |
| Byron Marsh      | James Miller (a los 10 meses) | Hijo de Rod Miller y Carmel Arthur    |
| Kolby Abela      | James Miller (a los 2 años)   | Hijo de Rod Miller y Carmel Arthur    |
| Francesca Waters | Helga Sutherland              | -                                     |
| Nick Pendragon   | -                             | Oficial Inspector                     |
| Robert Ratti     | Greaseball                    | -                                     |
| Justin Batchelor | -                             | Oficial de Protección                 |
| Glenn Ellis      | Tradie                        | Oficial Encubierto                    |
| Shanti Pezet     | -                             | Oficial de Comunicaciones             |
| Simon Todman     | -                             | Primer Oficial de Tránsito            |
| Lia Davies       | -                             | Segunda Oficial de Tránsito           |
| Adrian Dean      | -                             | Joven Detective                       |
| Scott Warwick    | -                             | Experto en Balística                  |
| Perry Sharkey    | -                             | Oficial Técnico                       |
| Mark Drinkwater  | -                             | Primer Oficial Técnico de Vigilancia  |
| Graham Murray    | -                             | Segunda Oficial Técnico de Vigilancia |
| Peter Lesley     | -                             | Informante                            |
| Terri Brabon     | -                             | Hipnoterapeuta                        |
| Brendan Bacon    | -                             | Ladrón de Autos                       |
| Jacqui Roderick  | -                             | Novia del ladrón de Autos             |
| Soichi Yasutack  | -                             | Primer Drogadicto                     |
| Ralph Sanchez    | -                             | Segundo Drogadicto                    |
| Gina Morley      | Journo                        | -                                     |
| Lance Lazzarini  | -                             | -                                     |
| David Ravenswood | -                             | -                                     |
| David Brookes    | -                             | -                                     |
| Neil Garbutt     | -                             | -                                     |
| Lance Lazzarini  | -                             | -                                     |
| Karli Madden     | -                             | Primera Bailarina                     |
| Jennifer Carino  | -                             | Segunda Bailarina                     |
| Tim Sullivan     | -                             | Conferecista Motivacional             |
| Jacqueline Sim   | -                             | Cliente de Nik Radev                  |
| Heidi Valkenberg | -                             | -                                     |
| Lee Perry        | -                             | Entrevistador                         |
| Matt Thomas      | -                             | DJ                                    |
| Saara Lamberg    | Sabrina                       | Mochilera Alemana                     |
| Philip Lau       | -                             | Gerente de Hotel                      |
| Diana Nguyen     | -                             | Mesera                                |

## Versión alternativa
A finales del 2010 el telefilme se vio obstaculizado debido a un proceso judicial en los tribunales de NSW, esto ocasionó que se realizara una versión alternativa para la película. La versión mostrada en NWS omitió una escena en particular y cambió los nombres de varios individuos involucrados en el caso, por ejemplo Bandali Debs fue cambiado a Patrici Fabro, sin embargo en un descuido los subtítulos no fueron editados y se pudieron observar los nombres originales.

## Premios y nominaciones
| Año  | Categoría                                    | Premio             | Nominada (o)      | Resultado |
| ---- | -------------------------------------------- | ------------------ | ----------------- | --------- |
| 2011 | Best Music for a Television Series or Serial | Screen Music Award | Burkhard Dallwitz | Ganó      |
| 2011 | Television Original                          | AWGIE Award        | Peter Gawler      | Ganó      |

## Producción y rating
Tell Them Lucifer Was Here fue dirigida por Grant Brown y producida por Peter Gawler y Elisa Argenzio. La actriz Caroline Craig, quien se ha encargado de narrar las series Underbelly, Underbelly: A Tale of Two Cities y Underbelly: The Golden Mile, narró la primera película.
La película al aire el 7 de febrero del 2011 a las 8:30 y obtuvo una audiencia de 1.377 millones de espectadores, por lo que se clasificó en el número uno de esa noche. La película siguiente Underbelly Files: Infiltration obtuvo una audiencia de 1.113 millones de espectadores.  Algunos acróbatas que trabajaron en la película fueron Josh Gower, Paul Reid, Wayne Cartwright, Terry Carter, Clint Dodd, Chris Kemp y Mark Campbell.